# Урало-Эмбинский артезианский бассейн
Урало-Эмбинский артезианский бассейн — артезианский бассейн в Казахстане в восточной части Прикаспийской низменности в междуречье рек Урал и Эмба. Площадь бассейна 200 тыс. км². Водоносные горизонты различной мощности, расположенные в областях соляных куполов, приурочены к каменноугольным известнякам, пермским, нижнетриасовым, средне-юрским, нижнемеловым песчаникам. Общая мощность 15—20 км. Подземные воды кунгурского горизонта на западе и юго-западе бассейна залегают в соляных отложениях, их мощность достигает 3-5 км, сильно соленые (минерализация 100—130 г/л, глубина залегания 500—700 м). На востоке и юго-востоке бассейна подземные воды пресные, солоноватые (минерализация 0,1—3,0 г/л), приурочены к меловым и юрским отложениям, глубина залегания 50— 350 м. Природные запасы солёных и солоноватых вод превышают 500 млрд м³. Подземные воды Урало-Эмбинского артезианского бассейна используются для водоснабжения населённых пунктов, орошения пастбищ и сенокосов.